# Sandra Seuser
Sandra Maria Seuser (née le 17 avril 1966 à Berlin) est une athlète allemande spécialiste du 400 mètres. 

## Biographie
Aux Championnats du monde en salle, Sandra Seuser remporte le titre sur 4 × 400 mètres aux côtés de Katrin Schreiter, Annett Hesselbarth et Grit Breuer. Le relais allemand réalise un temps de 3 min 27 s 22, qui constitue alors un nouveau record de monde de la discipline.

### Palmarès
| Date | Compétition                    | Lieu      | Résultat | Épreuve  | Performance   |
| ---- | ------------------------------ | --------- | -------- | -------- | ------------- |
| 1991 | Championnats du monde en salle | Séville   | 1re      | 4 × 400m | 3 min 27 s 22 |
| 1993 | Championnats du monde          | Stuttgart | 5e       | 4 × 400m | 3 min 25 s 49 |